# Кохунліч
Кохунліч (ісп. Kohunlich) — руїни міста цивілізації мая у штаті Кінтана-Роо (Мексика). Назва походить від пальми кохун (інша назва американська масляниста пальма). Також в сучасній мові мая місто називається «Шлаабчеен». Відомий перебуванням численної популяції мавп-ревунів.

## Історія
Стародавня назва невідома. Поселення з'явилося близько 200 року до н. е. (в докласичний період). Про цей період поки замало відомостей. На початку класичного періоду навколо міста утворилося царство. Найбільше піднесення відбулося протягом 300—600 років н. е., в цей період Кохунліч являв собою важливий політичний, економічний, торговельний регіональний центр. Саме в цей час відбулися основні будівельні роботи у місті. Населення досягло 10 тисяч осіб.
Наприкінці класичного періоду спочатку перебувала в залежності від Канульського царства. Згодом опинилася в залежності від царства з городищем в Ецні. Водночас відбувся занепад держави і міста. Остаточно Кохунліч було залишено близько 1000 року (в період занепаду класичної цивілізації мая). Причини цього невідомі.

## Опис
Знаходиться в центрі джунглів на півдні Кінтана-Роо, на відстані 9 км від Шосе 186, 50 км від руїн Четумаль.
Загальна площа становить 85 тис. м2. Складається з 8 груп.
Адміністративно-ритуальний центр являє собою акрополь з головною площею. Початок зведення належить до середини докласичного періоду. Цього періоду навколо головної площі було збудовано перші палаци та святилища. Більша частина акрополя та храму навпроти створені в стилі Ріо-Бек. Південна частина акрополя дуже крутосхила, південна і східна частина нині зазнають ерозії. На захід від акрополя є 2 будівлі, що були резиденцію ахавів (називається Північно-західна група).
На південний схід від центру розкопано площу Йашна. Найбільш ранні будівлі (Е-1 і Е-3) навколо неї були збудовані з великих, ретельно різьблених кам'яних блоків, які було вкрито товстим шаром стукко. Е-1 мало еліптичну форму, Е-3 — прямокутну. Обидві сходами виходили на площу. У східній частині площі розташовувалася споруда Е-2. Вона складалася з 4 платформ, поставлених одна на одну. У підземній частині її виявлено рештки людей.
Близько 500 року зведено піраміду, відому тепер як Храм масок (у 700 році її було перебудовано), знаходиться біля площі Йашна. Назву храм дістав за центральні сходи, прикрашені великими гіпсовими масками. Ця піраміда вважається найстарішою будовою міста, знайденою на цей час. Спочатку було 8 масок заввишки 8 м, втім нині залишилося лише 5. Відповідає стилю Петен.
Неподалік від Храму масок знаходиться Храм стел, оскільки біля неї виявлено 6 різьблених стел, що стоять. Ієрогліфи на них поки не дешифровано.
На південь від головної площі є майданчик для гри у м'яч.
Інтерес являє Група Мервін. На південному боці площі Мервін є довгий будинок зі своєрідним «портиком», що складається зі спарених колон з цегли. На захід від площі Мервін є група з 20 платформ зі швидкопсувних матеріалів, що має назву Лас-Віас. Мають сходи з одного боку.
Інтерес являє велика група платформ, що має назву «27 сходів», яка вела колись до житлової групи місцевих аристократів. Знаходиться на південь від Групи Мервін. Група 27 сходів була створена на штучно сплощеній вершині невисокого пагорба, який мав площу близько 65×50 м. Складається з 4 дворів з рештками палаців. Від жител залишився тільки фундамент. Ідентифіковано двір 3 (Споруда Е-8) на платформі 2 м. Вона складається з двох паралельних рядів кімнат, які виходять на південь і північ. Навпроти нього є споруда Е-1. На захід — двори 1 й 2 (споруда Е-7), складаються з 4 кімнат, 2 з яких розташовані паралельно одна одній, і два хрести на кінцях.
На території знайдено величну гідротехнічну споруду, яка охоплювала 90 тис. м². Складалася з численних каналів, що мережею проходили усім містом, куди збиралася дощова вода, яка накопичувалася у величезному штучному резервуарі.

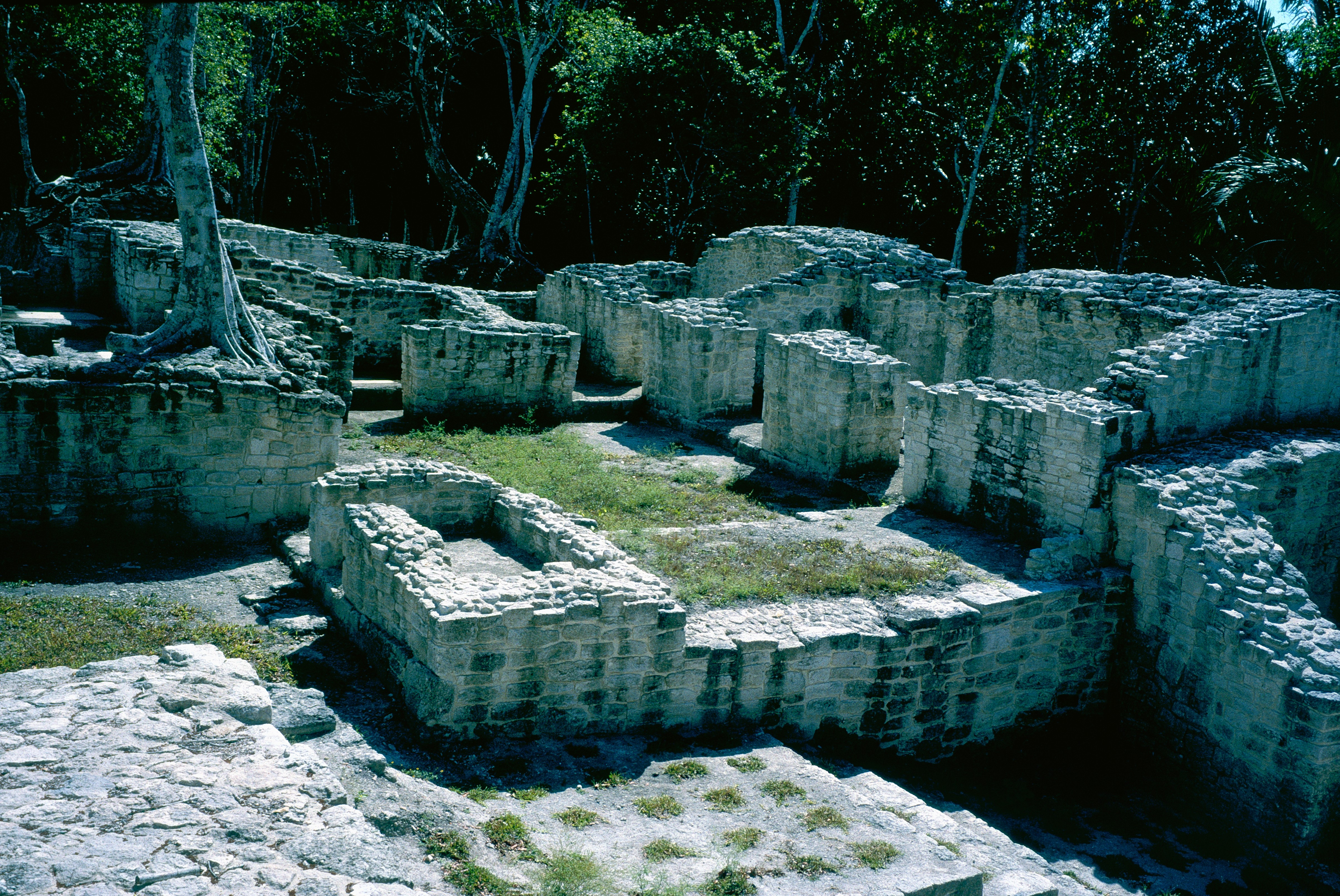
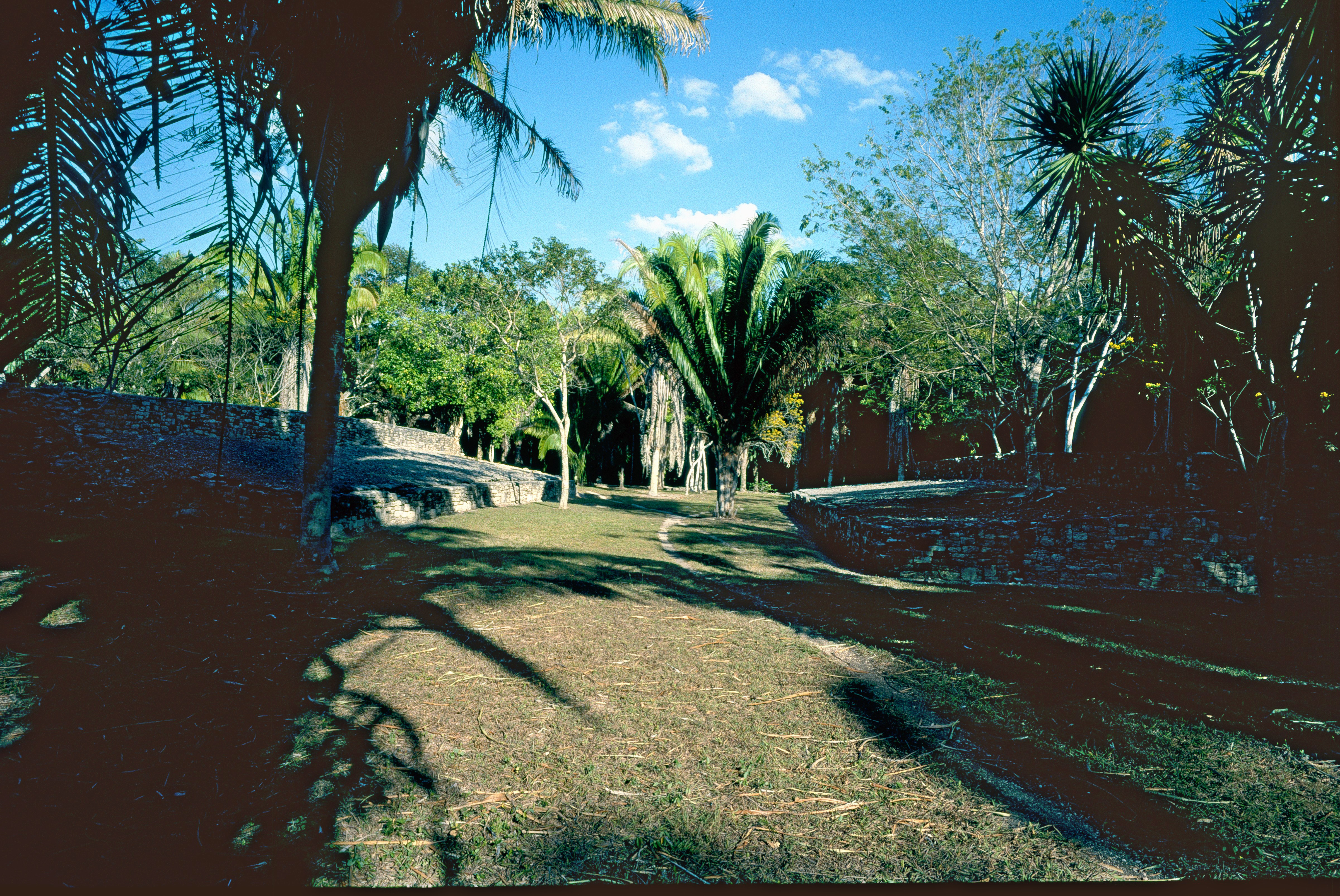
Майданчик для гри у м'яч
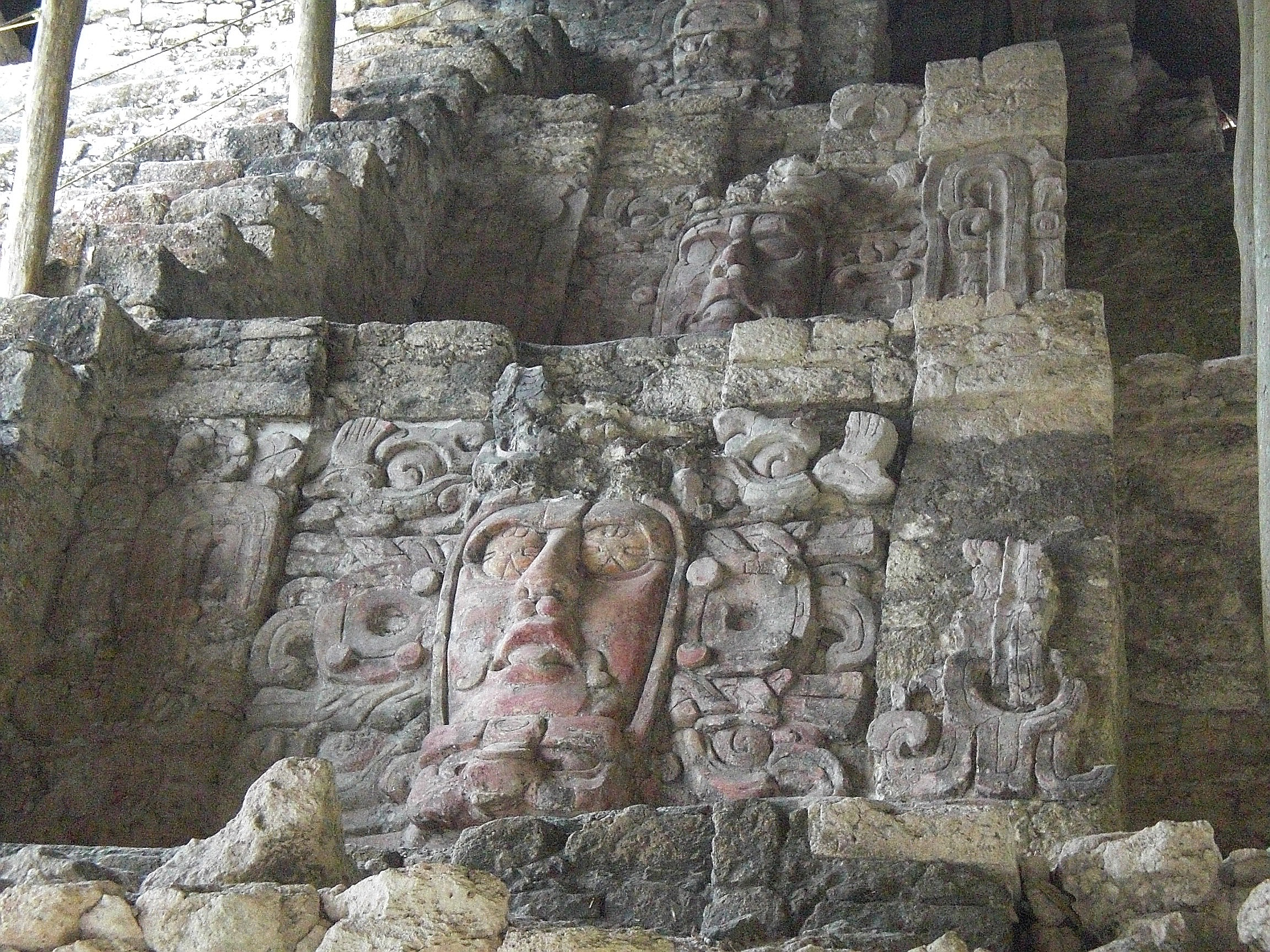
Храм масок
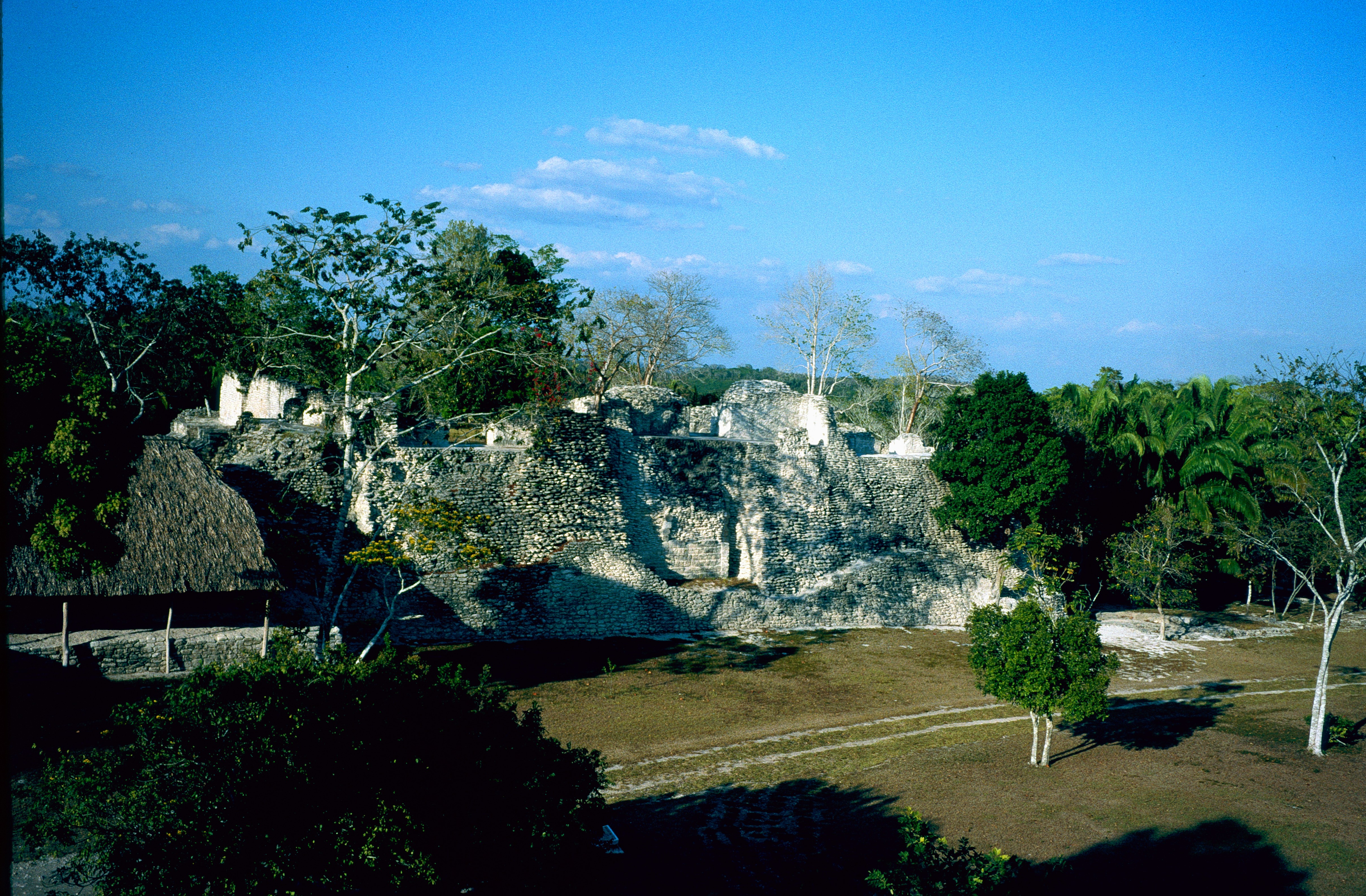
Акрополь
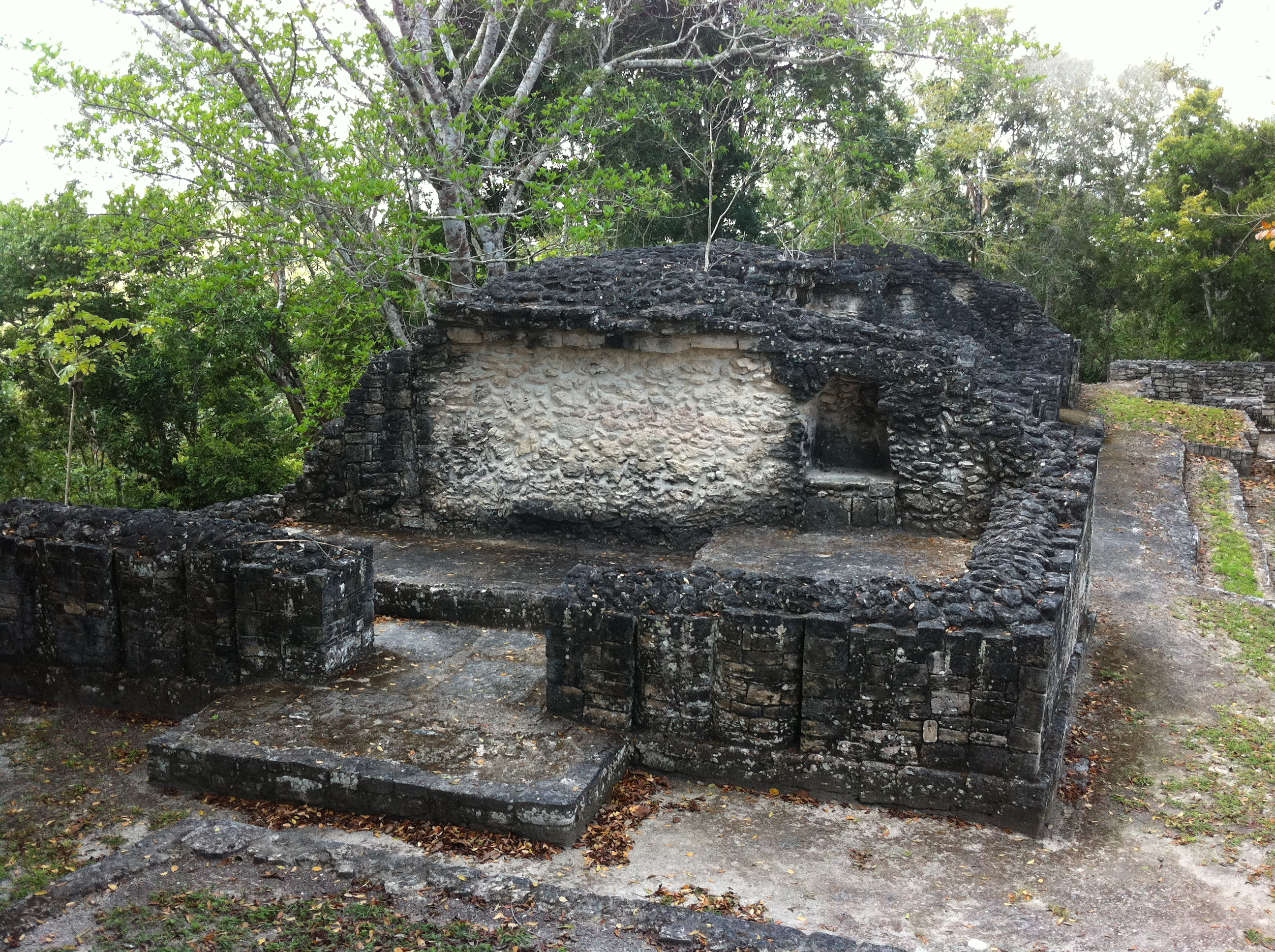
Житла
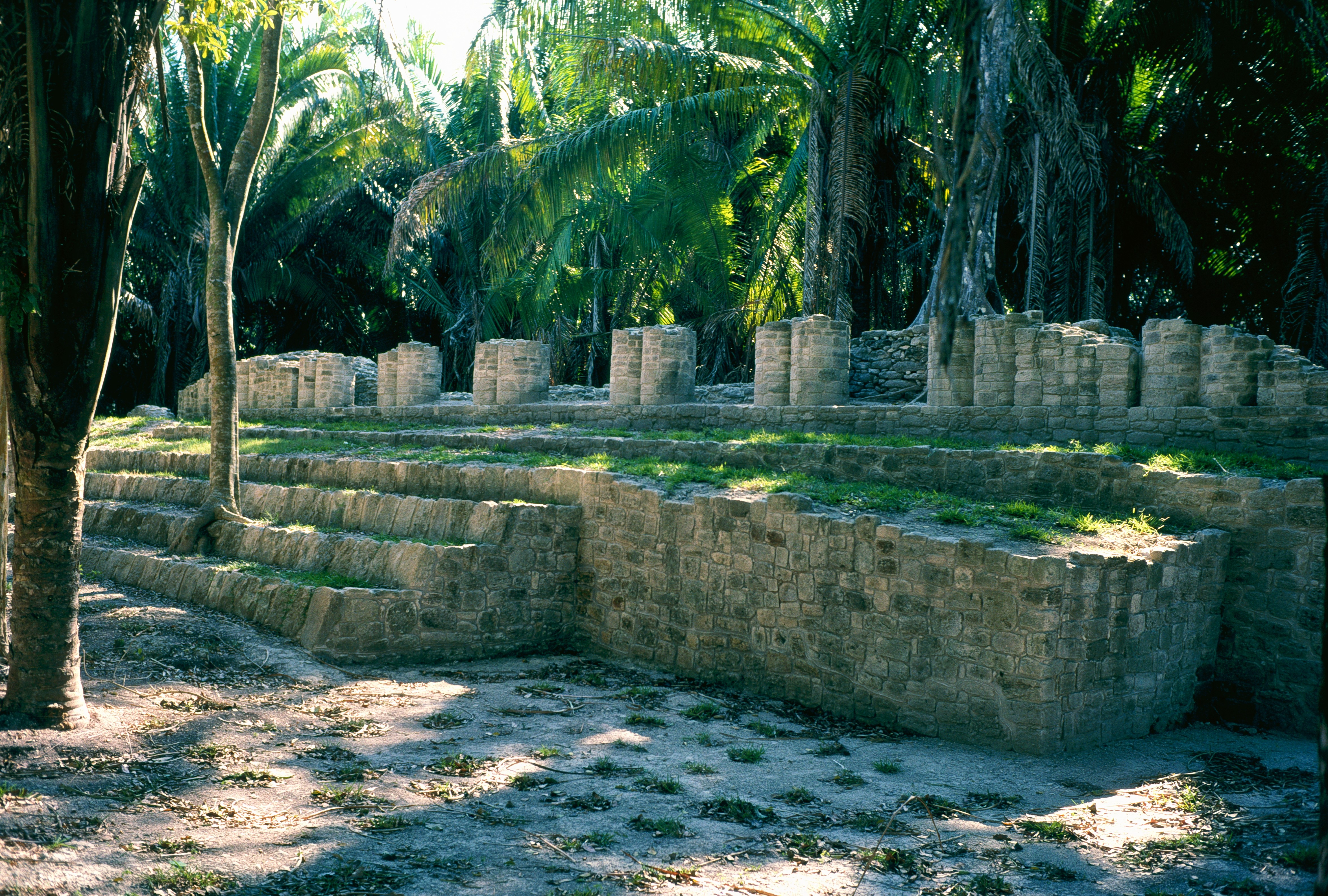
Група Мервін

## Історія досліджень
Виявлено у 1912 році американським археологом Реймундом Мервіном. Сучасну назву надав дослідник Віктор Сеговія.